# Michael Moser (Slawist)

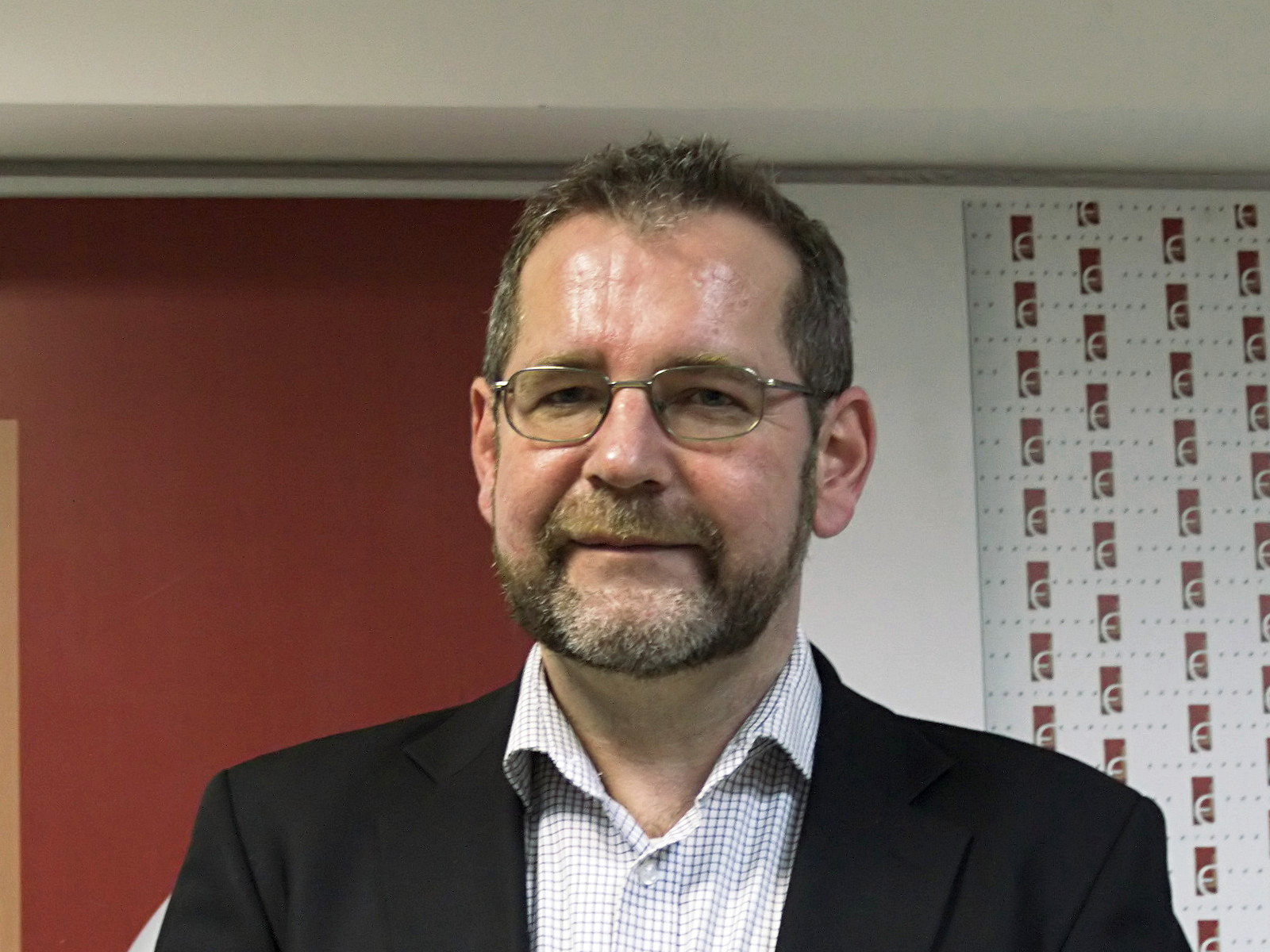
Michael Moser (2016)

Michael Alexander Moser (* 26. Jänner 1969 in Linz) ist ein österreichischer Slawist und Hochschullehrer.

## Leben
Michael Moser studierte von 1987 bis 1991 Russistik und Germanistik an der Universität Wien. Von 1991 bis 1994 folgte ein Doktoratsstudium im Fachbereich Russistik; zugleich war er Universitätsassistent am Institut für Slawistik der Universität Wien. 1994 wurde er in Wien zum Dr. phil. (mit Auszeichnung) promoviert. Er habilitierte sich 1998.
2005 wurde er mit dem START-Preis ausgezeichnet, dem höchstdotierten Wissenschaftspreis Österreichs für Nachwuchsforscher. Mit dem Preisgeld startete er das Projekt Tausend Jahre ukrainische Sprachgeschichte in Galizien. Von 2005 bis 2006 forschte er als Shklar Fellow am Ukrainischen Institut der Harvard University. Von 2010 bis 2014 war er auch Mitglied der Jungen Kurie (seit 2016 Junge Akademie) der Österreichischen Akademie der Wissenschaften.
Mosers Forschungsschwerpunkte sind die Ukraine, die Ukrainische Sprache, Soziolinguistik, innerslawische Sprachkontakte und konkurrierende Sprachidentitäten. Er lehrt an der Universität Wien, der Ukrainischen Freien Universität München und der Katholischen Péter-Pázmány-Universität in Budapest und Piliscsaba.
Seit 2013 ist er Präsident der Міжнародна асоціація україністів (МАУ), also der Internationalen Ukrainisten-Vereinigung (auf Englisch International Association for Ukrainian Studies). Er ist Herausgeber der Reihe Slavische Sprachgeschichte.
Als Reaktion auf die Annexion der Krim durch Russland 2014 betonte er, dass aus sprachwissenschaftlicher Sicht die oft dargestellte Spaltung der Ukraine in ein ukrainisches und ein russisches Gebiet nicht der Realität entspräche, und zeigte sich bestürzt über das Vorgehen Russlands auf der Halbinsel Krim.
Nach Durchlaufen eines komplexen Bewerbungs- und Evaluationsverfahrens rückte Michael Moser mit Wirksamkeit vom 1. April 2019 in den Rang eines Universitätsprofessors am Institut für Slawistik der Universität Wien auf. Am 25. April 2019 wurde Michael Moser mit der Wladimir-Iwanowitsch-Wernadski-Goldmedaille die höchste Auszeichnung der Nationalen Akademie der Wissenschaften der Ukraine verliehen. Am 23. Juni 2020 wurde er darüber hinaus zum Professor honoris causa an der renommierten Nationalen Universität Kiew-Mohyla-Akademie ernannt.
Seit dem russischen Überfall auf die Ukraine am 24. Februar 2022 engagiert er sich unter anderem auch im Sounding Board des Ukraine Hilfestabs an der Universität Wien.

## Publikationen
- Der prädikative Instrumental. Frankfurt etc.: Lang 1994 ISBN 978-3-631-47797-7 (European university studies. Series XVI, Slavonic languages and literatures)
- Die polnische, ukrainische und weißrussische Interferenzschicht im russischen Satzbau des 16. und 17. Jahrhunderts. Frankfurt am Main u. a.: Lang 1998 (Schriften über Sprachen und Texte 3)
- (Hrsg.) Marcus Antonius de Dominis, Arcybiskup Spáláteński swego zwrocenia się z Angliey, radę przekłada, Wilno (1623/1624) / Marcus Antonius de Dominis, Archiepiscopus Spalatensis, sui reditus ex Anglia Consilium exponit, Romae 1623. Facsimile-Ausgabe Kraków, Wien 2000 (Biblioteka tradycji literackich 32)
- „Ruthenische“ (ukrainische) Sprach- und Vorstellungswelten in den galizischen Volksschullesebüchern der Jahre 1871 und 1872. Wien 2007 (Slavische Sprachgeschichte, Bd. 2)
- Taras Ševčenko und die moderne ukrainische Schriftsprache – Versuch einer Würdigung. München 2008
- Причинки до історії української мови. (Contributions to the history of the Ukrainian language) Харків 2008.
- Language Policy and the Discourse on Languages in Ukraine under President Viktor Yanukovych (25 February 2010 – 28 October 2012). Stuttgart: ibidem-Verlag 2013 (Soviet and Post-Soviet Politics and Society 122)